# Милорадович, Григорий Александрович
Граф Григорий Александрович Милорадович (1839—1905) — флигель-адъютант, генерал-майор Свиты Его Императорского величества, генерал-лейтенант, сенатор, историк и генеалог, пожалован графским титулом 19 марта 1873 года.
Старший сын действительного статского советника Александра Григорьевича Милорадовича (1793—1868) от брака с Софьей Григорьевной урождённой Туманской (1805—1890).

## Биография
Родился 24 сентября 1839 года, в Чернигове, в родительском доме за Красным мостом и провел младенчество и отрочество в имениях Черниговской губернии, принадлежавших отцу, а также в городах Чернигове и Киеве. В 1845 году он Всемилостивейши пожалован в пажи Его Императорского величества. В 1846 и 1847 году находился за границей. По возвращении поселился в С-Петербурге, проводя каждое лето в своих имениях.
Начальное образование получил в частных приготовительных пансионах и в 1853 году поступил в Пажеский корпус. Впервые увидел императора Николая I Павловича на свадьбе родственника — Василия Аркадьевича Кочубея, который венчался в малой церкви Зимнего дворца, на фрейлине великой княгини Марии Александровны — светлейшей княжне Натальи Петровны Салтыковой. Сопровождал новобрачных, сидя в карете рядом с цесаревичем, держа в руках икону.
В сентябре 1853 году поступил на учёбу в пажеский Е.И.В. корпус, где опять встречался с Государём 13 января 1854 года. Во время похорон императора Николая Павловича находился в числе 60 пажей, сопровождавших гроб от Зимнего дворца в Петропаловский собор и находившегося во всё время дежурства при погребении, за что 6 марта 1855 года приказом № 2045 получил душевную благодарность нового императора Александра II Николаевича.
Будучи в 1856 году на коронационных торжествах императора Александра II в Москве, 26 августа указом Придворной конторы произведён в камер-пажи.
По окончании Пажеского корпуса по 1-му разряду 1 июля 1857 года был произведён в корнеты Кавалергардского полка. 1 июля 1859 года произведён в поручики, в связи с тем, что занялся учёно-литературными трудами, преимущественно по изучению Малороссии 13 февраля назначен полковым библиотекарем, и 14 сентября 1861 года назначен полковым квартирмейстером; также за время службы в кавалергардах заведовал школой грамотности для нижних чинов и дежурной комнатой. 17 апреля 1862 года произведён в штабс-ротмистры и вышел в отставку по просьбе губернаторы Черниговской губернии князя Сергея Павловича Голицына, который уговорил его принять должность мирового посредника.
19 июля того же года Милорадович занял должность мирового посредника Алешнанского участка Городнянского уезда Черниговской губернии; Избран 30 января 1862 года почётным членом Черниговского статического комитета. 17 апреля 1863 года награждён почётным знаком за труды по освобождению крестьян.
29 июля 1863 года вернулся в Кавалергардский полк. В 1864 году находился в Германии, посетив Берлин, Дрезден, откуда переехал во Францию посетив Париж и Биариц, в дальнейшем посетив Испанию, побывав в Мадриде и Толедо. 30 августа 1865 года произведён в ротмистры. 24 ноября того же года Милорадович был назначен старшим адъютантом при дежурном генерале Главного штаба генерал-адъютанте графе Ф. Л. Гейдене. 27 марта 1866 года был награждён орденом св. Анны 3-й степени.
16 апреля 1867 года произведён в полковники и 27 апреля получил назначение чиновником для особых поручений при начальнике Главного штаба, однако на этой должности Милорадович находился недолго, поскольку 10 июля вернулся к строевой службе в Кавалергардском полку, где был 1 сентября назначен председателем полкового суда и 25 сентября — командиром 4-го эскадрона. В 1868 году совершил поездку в Германию.
23 мая 1870 года Милорадович оставил полк, поскольку получил назначение в Киевский военный округ офицером для особых поручений при командующем войсками округа. 14 декабря 1871 года пожалован во флигель-адъютанты. В 1872 году был за границей в Австрии, Италии и Константинопле. В 1872 году пожалован орденом Железной короны 2-й степени. 19 марта 1873 года указом императора Александра II ему было дозволено носить графский титул «в увековечение памяти о заслугах М. А. Милорадовича» (его двоюродного деда), с тем, чтобы в нисходящем потомстве этот титул переходил лишь к старшему в роде. В 1873 году командирован в Эстляндскую губернию для наблюдения за производством рекрутского набора, а в следующем году в Вятскую губернию, где избран действительным членом Вятского статистического комитета. В августе 1874 года награждён орденом Святого Владимира 4-й степени. В 1875 году был в Австрии, Италии и Франции. В 1875 году ему было дозволено носить потомственный крест ордена св. Иоанна Иерусалимского. По Высочайшему повелению зачислен 30 декабря 1875 года в войсковое казачье сословие войска Донского, по станице Аксайской, а 16 февраля 1876 года утверждён почётным блюстителем Любечского Александровского 2-го классного сельского училища Министерства народного просвещения.
Во время русско-турецкой войны 1877—1878 годов Милорадович находился в свите императора Александра II в действующей армии, был командирован в распоряжение начальника Западной армии и за отличие под Плевной был награждён золотым палашом с надписью «За храбрость». Принц Карл румынский пожаловал в сентябре 1877 года Григория Александровича орденом Румынской звезды. За отличия в службе 01 января 1878 года произведён в генерал-майоры с зачислением в свиту по армейской кавалерии.
В декабре 1878 года земством Черниговской губернии избран в почётные мировые судьи. В 1879 году посетил Италию, где потерпел крушение поезда и Францию. В 1880 году был в Германии, где потерпел крушение поезда близ Магдебурга, Бельгии и Франции. В 1881 году Милорадович назначен состоять при Министерстве внутренних дел. Князем Николаем Черниговским 05 июня 1881 года пожалован орденом князя Даниила I за независимость Черногории 2-й степени со звездой. В феврале 1883 года избран действительным членом церковно-археологического общества при Киевской духовной академии. Присутствовал в 1883 году при коронации в Москве императора Александра III Александровича, за что удостоился малой золотой медали учреждённой в память данного события. В 1883 году посетил Галицию, Венгрию, Герцеговину, где посетил Житомысличский монастырь, основанный в 1536 году предком по его фамилии — Милославом Милорадовичем, откуда отправился в Черногорию, Италию, посетив могилу святителя Николая Мирликийского, в Париж и Берлин. В 1885 году посетил в Вену, Италию и Париж. В 1887 году пожалован Станиславской лентой. В 1889 году проходил лечение близ Вены. С 1890 по 1896 год избирался Черниговским губернским предводителем дворянства. В 1891 году пожалован орден Святой Анны 1-й степени. В 1892 году посетил Вену, Францесбад и Дрезден. 5 февраля 1898 года Милорадович был произведён в генерал-лейтенанты и назначен в состав членов Совета министра земледелия и государственных имуществ. В августе 1904 года назначен сенатором.
Скончался от болезни сердца 13 августа 1905 года в своем имении Любеч Городнянского уезда, похоронен в семейной усыпальнице в Троицко-Ильинском монастыре в Чернигове.
Среди прочих наград Милорадович имел ордена
- Орден Святой Анны 3-й степени (1866 год)
- Орден Святого Владимира 4-й степени (1874 год)
- золотой палаш с надписью «За храбрость» (1877 год)
- Орден Святого Станислава 1-й степени (1887 год)
- Орден Святой Анны 1-й степени (1891 год)
- Орден Святого Владимира 2-й степени (1895 год)
- Орден Белого орла (1901 год)

## Семья
Женат дважды:
1. Вера Николаевна урождённая Шабельская (1861—1916) — женат с 1878—1884 года на дочери Курского губернского предводителя дворянства Н. К. Шабельского
2. Графиня Ольга Кирилловна урождённая Катеринич (1862—?). — с 1885 года, председательница Черниговского благотворительного общества, председательница дамского отделения красного креста в Чернигове. Позже отказавшись от этих должностей избрана попечительницей Черниговской женской гимназии и председательница Общества Вспомоществовании бедных учениц Черниговской женской гимназии. От второго брака у Милорадовича был сын Александр (18.01.1886—1953), крещен 8 февраля 1886 года в Андреевском соборе в г. Кронштадте при восприемстве Александра III[5].

## Общественная и научная деятельность
Милорадович кроме многочисленных официальных должностей вёл широкую общественную и благотворительную деятельность. Так он был почётным членом Черниговского губернского статистического комитета и Черниговского благотворительного общества, председателем правления Черниговского отделения попечительства императрицы Марии Александровны о слепых, членом Санкт-Петербургского Славянского благотворительного общества, членом Археологического общества при Киевской духовной академии, Киевского Славянского общества, Императорского общества поощрения художников, председателем Черниговской губернской учёной архивной комиссии. С января 1898 года Милорадович вошёл в число членов правления Русского генеалогического общества.

## Труды
- Местечко Любеч. Черниговские губернские ведомости. № 48, 50, 51-52. 1855 г. и 1857 г.
- Биографические очерки замечательных Милорадовичей. Чернигов. Губерн. вед. № 32-34. 1856 г.
- Местечко Боровичи. Историческое, статистическое и этнографическое описание. 1856 г.
- Отрывок старинной рукописи о Кочубее. 1856.
- Синодик Антоньевского Любеческого монастыря. 1857 г.
- Предание «Чертова ножка». 1857 г.
- Хутор Вознесенск. 1857 г.
- Несколько слов о роде дворян Милорадовичей. Чернигов. 1857 г.
- Биографические очерки замечательных Милорадовичей. Чернигов. 1857 г.
- Указатель к Черниговским губернским ведомостям с 1838—1857. 1857 г.
- Анекдоты, черты из жизни и слова графа Милорадовича. Чернигов. 1857 г.
- Сфрагистическая заметка о гербе Полуботка. 1858 г.
- Гр. Коновницын. О существовании его записок. М. 1858 г.
- Материалы для истории Южной Руси. Чернигов. 1858 г.
- Василий Григорьевич Таманский. Биографический очерк. Чернигов. 1858 г.
- Указание биографических сведений о замечательных людях Малороссии. Чернигов. 1858 г.
- Михаил Александрович Милорадович. Материал для истории Изюмского слободского казачьего полка. Харьков. 1858 г.
- Иностранные сочинения о Малороссии. 1859.
- Родословная дворян Полуботок. СПб. 1859 г.
- Сказание о чудотворной иконе Любечской Божией Матери. СПб. Тип. Корпю внутр. стражи. 1859 г.
- Биографии знаменитых малороссиян. Чернигов. 1860 г.
- Антониевский Любечский мужской монастырь. Чернигов. 1861 г.
- Матриалы для местной истории. Чернигов. 1861.
- Библиографические известия. 1863 г.
- Воспоминание об Александре Григорьевиче Милорадович. 1868 г.
- О роде дворян Полуботков. 1870 г.
- Анекдоты, черты из жизни и слова графа Милорадович. Киев. 1870 г. и 1872 г.
- Собрание стихотворений о графе Милорадовича. 1870 г.
- Сказание о роде дворян и графов Милорадовичей. Киев. 1873 г. и 1884 г.
- Вятка и её достопримечательности. Вятка. Тип. губ. прав.1874 г.
- Материалы для истории Пажеского Его Императорского Величества корпуса. Киев. Тип. Фрица. 1876 г.
- Материалы для истории лейб-гвардии Семёновского полка. СПб. Тип. Головина. 1877 г.
- Аркадий Васильевич Кочубей. Некролог. 1878 г.
- Сведения о рождении и жизни, и первоначальных деяниях Георгия Чёрного. Изд. Импер. обществ. истор. и древн. 1881 г.
- Жизнь преподобного Антония Печёрского (983—1073). Киев. Тип. Киево-Печёр. лавры. 1883 г.
- Родословная дворянской, княжеской и графской фамилии Милорадовичей, потомства Михаила Ильича Гадяцкого, полковника, поселившегося в россии в 1771 году. Киев. 1886 г.
- Малороссийское дворянство. 1890 г.
- Алфавитный список дворянских родов Черниговской губернии, внесённых в родословную книгу, разделённую на 6 частей. 1890 г.
- Сборник Черниговского дворянства, заключающий о себе статью: О капиталах для пособия на воспитание и другие. 1892 г.
- Правила и стипендиях и степендиатах и программы. 1892 г.
- Князья и дворяне Кочубей. Родословная. 1893 г.
- Список губернских и уездных предводителей дворянства Черниговской губернии 1782—1893 гг. 1893 г.
- «Список лиц свиты их величеств с царствования императора Петра I по 1886 год» (Киев, 1886, последующие дополненные издания: Чернигов, 1891; Чернигов, 1895; СПб., 1902) и
- «Списки губернских предводителей дворянства Российской империи. 1785—1895» (Чернигов, 1895),

- «О роде дворян и графа Милорадович» (Киев, 1871),
- «О роде дворян Полуботок» (Киев, 1870),
- «Родословная книга Черниговского дворянства» (в 2-х тт., СПб., 1901),

Кроме того, граф Григорий Александрович поместил много библиографических статей, заметок и рецензий в газетах и журналах: Русское слово, Русская старина, Черниговские и Вятские губернские ведомости, Епархиальные известия, Киевская старина, Русский архив, Библиограф и прочих журналах.